# Theodor Körner (bondspresident)

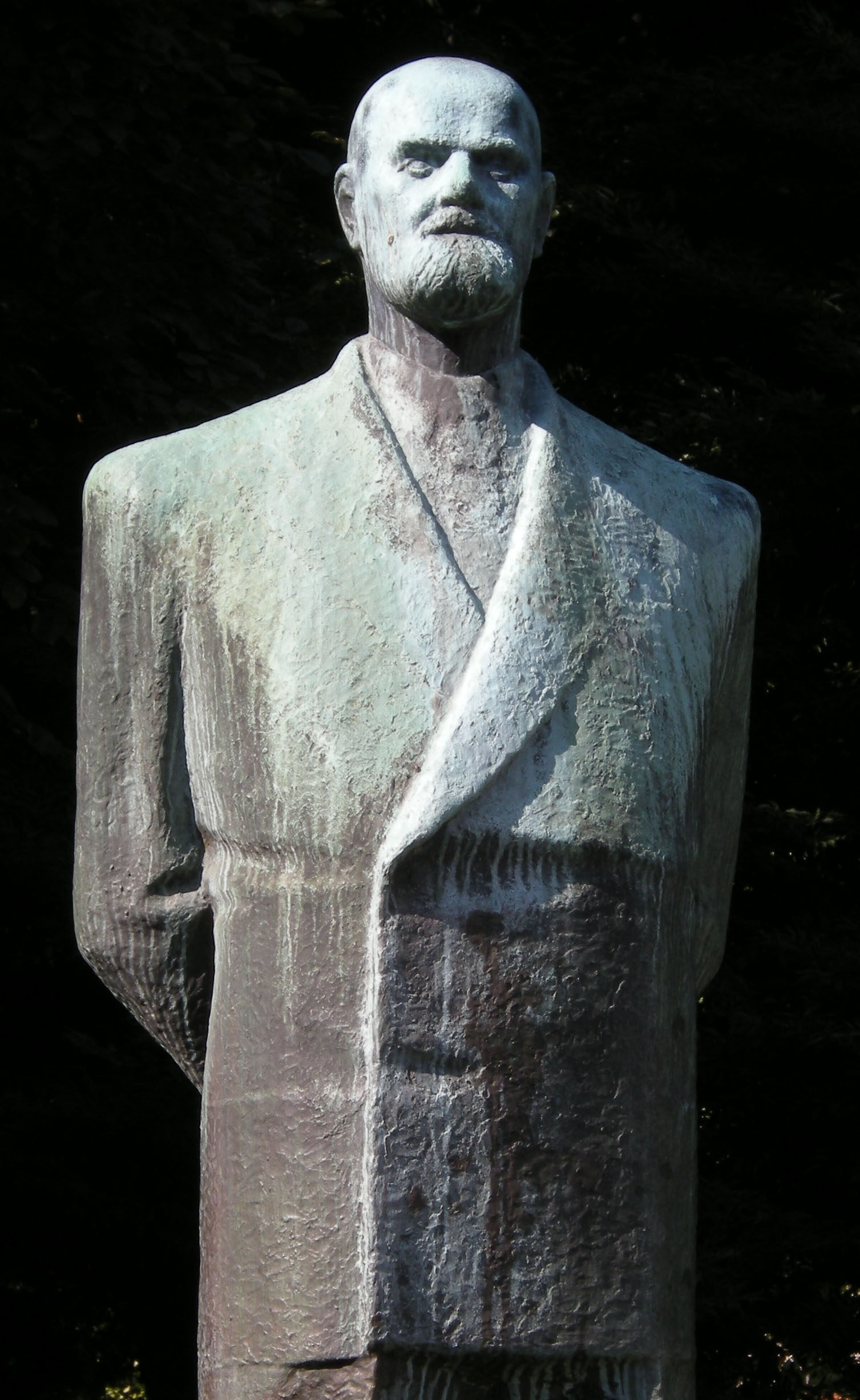
Monument van Theodor Körner

Theodor Körner Edler von Siegringen ([ˈteːoˌdoːɐ̯ ˈkœʁnɐ]ⓘ; Szőny, 24 april 1873 - Wenen, 4 januari 1957) was een Oostenrijks generaal en politicus.
Theodor Körner was afkomstig uit een adellijke familie. Tijdens de Eerste Wereldoorlog was hij stafchef van het Isonzo leger dat tegen de Italianen streed. Tijdens de Eerste Wereldoorlog vatte hij sympathie op voor het socialisme. In 1918 werd hij afdelingsleider van het leger. Wegens zijn kritische houding werd hij in 1924 gepensioneerd.
In 1924 sloot Körner zich aan bij de Sociaal-Democratische Arbeiderspartij van Oostenrijk (SDAP) en nam voor die partij zitting in de Bondsraad. In 1934 werd hij door de regering-Dollfuss voor 11 maanden gevangengezet wegens zijn verzet tegen het austrofascisme.
Na zijn vrijlating was hij niet meer politiek actief tot 1944, toen hij door de nazi-autoriteiten werd gearresteerd. Na de Tweede Wereldoorlog werd Körner lid van de Sozialistische Partei Österreichs (SPÖ) en werd hij burgemeester van Wenen tot 1951.
Op 28 mei 1951 werd hij, in opvolging van de overleden Karl Renner, tot bondspresident van Oostenrijk gekozen, hetgeen hij tot zijn dood in 1957 bleef.